# ماء (فلم 2005)
ماء هو فيلم دراما هندي من إخراج ديبا ميهتا وبطولة سيما بيسواس،ليزا راي،جون أبراهام ووحيدة رحمن.

## روابط خارجية
ماء على موقع IMDb (الإنجليزية)
- ماء على موقع ميتاكريتيك (الإنجليزية)
- ماء على موقع روتن توميتوز (الإنجليزية)
- ماء على موقع نتفليكس (الإنجليزية)
- ماء على موقع قاعدة بيانات الأفلام العربية
- ماء على موقع ألو سيني (الفرنسية)
- ماء على موقع Turner Classic Movies (الإنجليزية)
- ماء على موقع أول موفي (الإنجليزية)
- ماء على موقع بوكس أوفيس موجو (الإنجليزية)
- ماء على موقع فيلمافينيتي (الإسبانية)